# Guardabosques

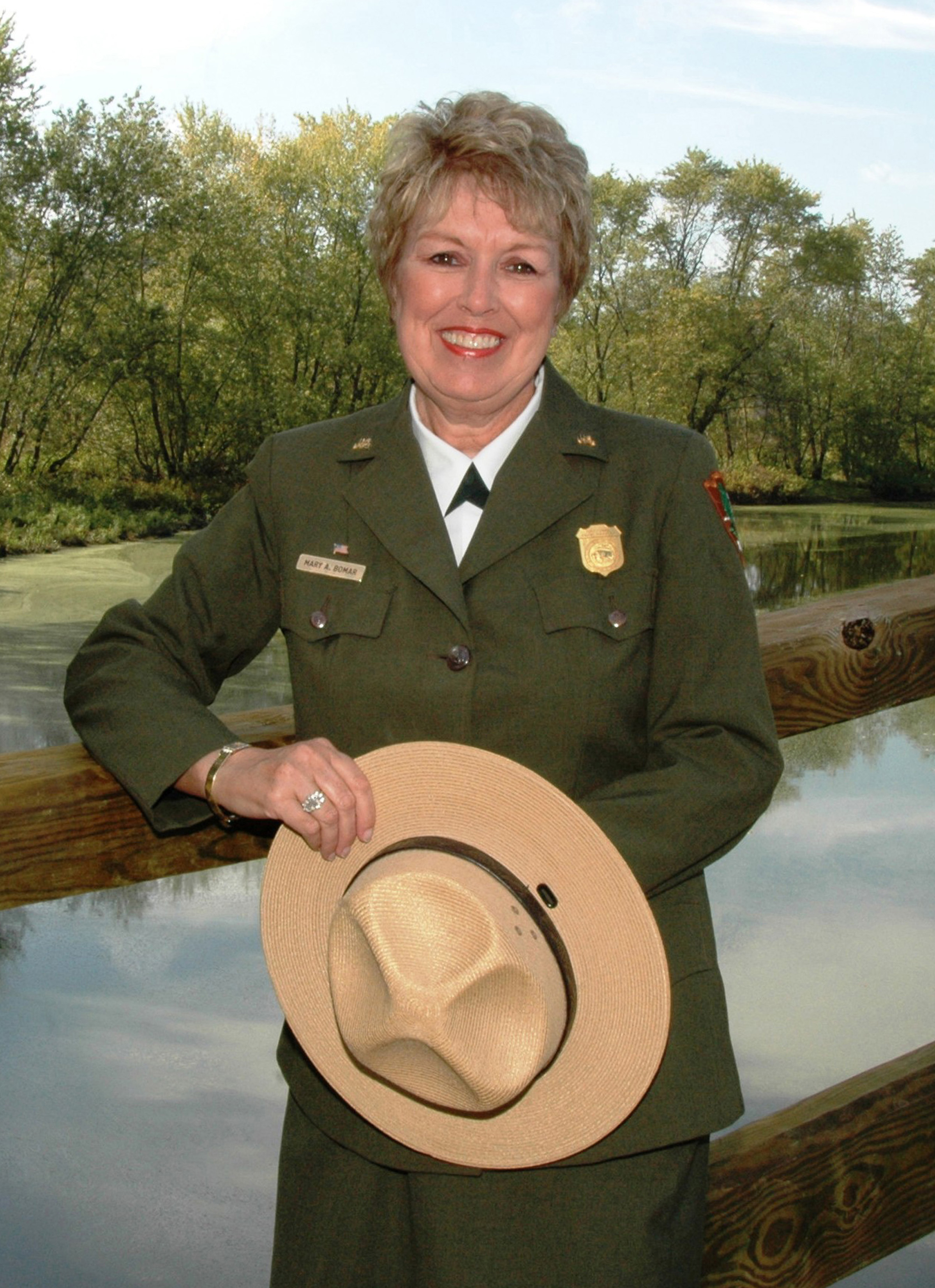
Guardabosques del National Park Service de los Estados Unidos.

Un guardabosques o guardabosque es una figura que puede y suele ser representada por personas, pero también por personajes de mitología, leyenda o ficción y hasta por animales. En el ámbito personal y profesional designa a quien se dedica a la protección y conservación de áreas naturales. Estas pueden ser desde bosques o parques forestales hasta marismas, selvas, zonas yermas o altas montañas. Su ámbito incluye también los recursos arqueológicos de esas zonas y sus recursos culturales y educativos.

## Consideración legal y denominaciones
Muy frecuentemente, los guardabosques son funcionarios de las administraciones para las que trabajan, suelen ir uniformados y pueden portar armas. Pueden llevar a cabo funciones de policía y apoyo a la justicia. En función de los lugares y tareas que desempeñen, los guardabosques pueden ser llamados también: guardaparques, guardafaunas, agentes medioambientales, agentes rurales, agentes forestales, rangers, guardas de coto, guardas de caza, etc.

## Funciones

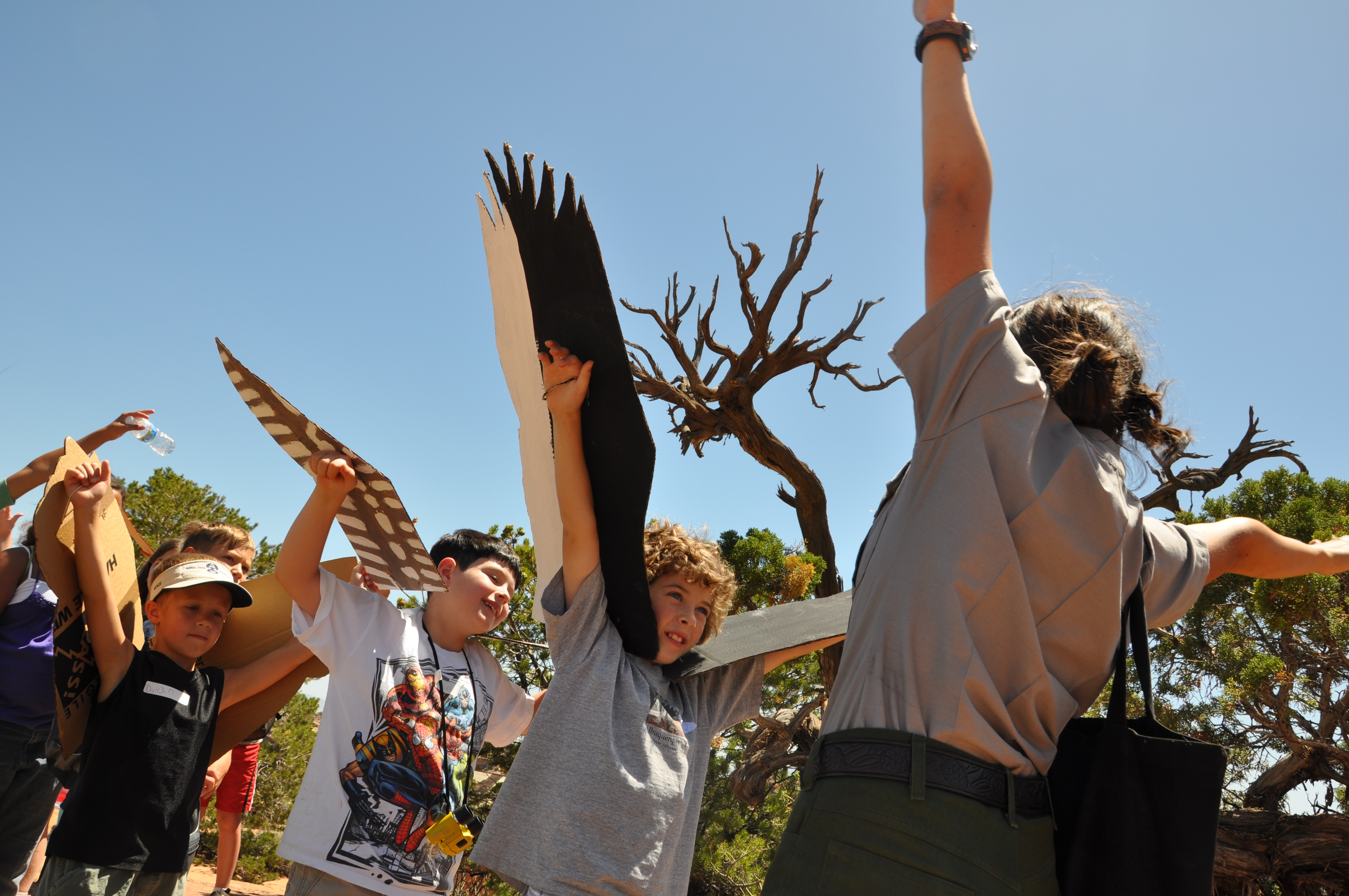
Educación a los jóvenes por parte de un guarda en Colorado

Independientemente de sus obligaciones regulares en cualquier disciplina, el objetivo de todos los guardabosques es el de conservar los recursos naturales y la biodiversidad para las futuras generaciones.
Entre las disciplinas y tareas que puede desempeñar un guardabosques se encuentran las de vigilancia, educación, administración, extinción de incendios, cumplimiento de la ley, respuesta ante emergencias, interpretación del patrimonio cultural, comunicación, reparación y mantenimiento.
La profesión de guardabosques puede ser de alto riesgo si se desarrolla en países donde existen conflictos armados o especies en peligro de extinción sometidas a tráfico ilegal. En algunos países, instituciones ajenas al gobierno preparan a los guardabosques como cuerpos especializados y disciplinados para responder rápidamente a los problemas que se generan en los parques nacionales.
Las tareas de los guardabosques son muy variadas, en correspondencia con las diferentes necesidades de las zonas que deben proteger, y pueden desempeñar servicios muy especializados, de tal forma que incluso a veces chocan con intereses de las administraciones públicas.

## Origen de los guardabosques

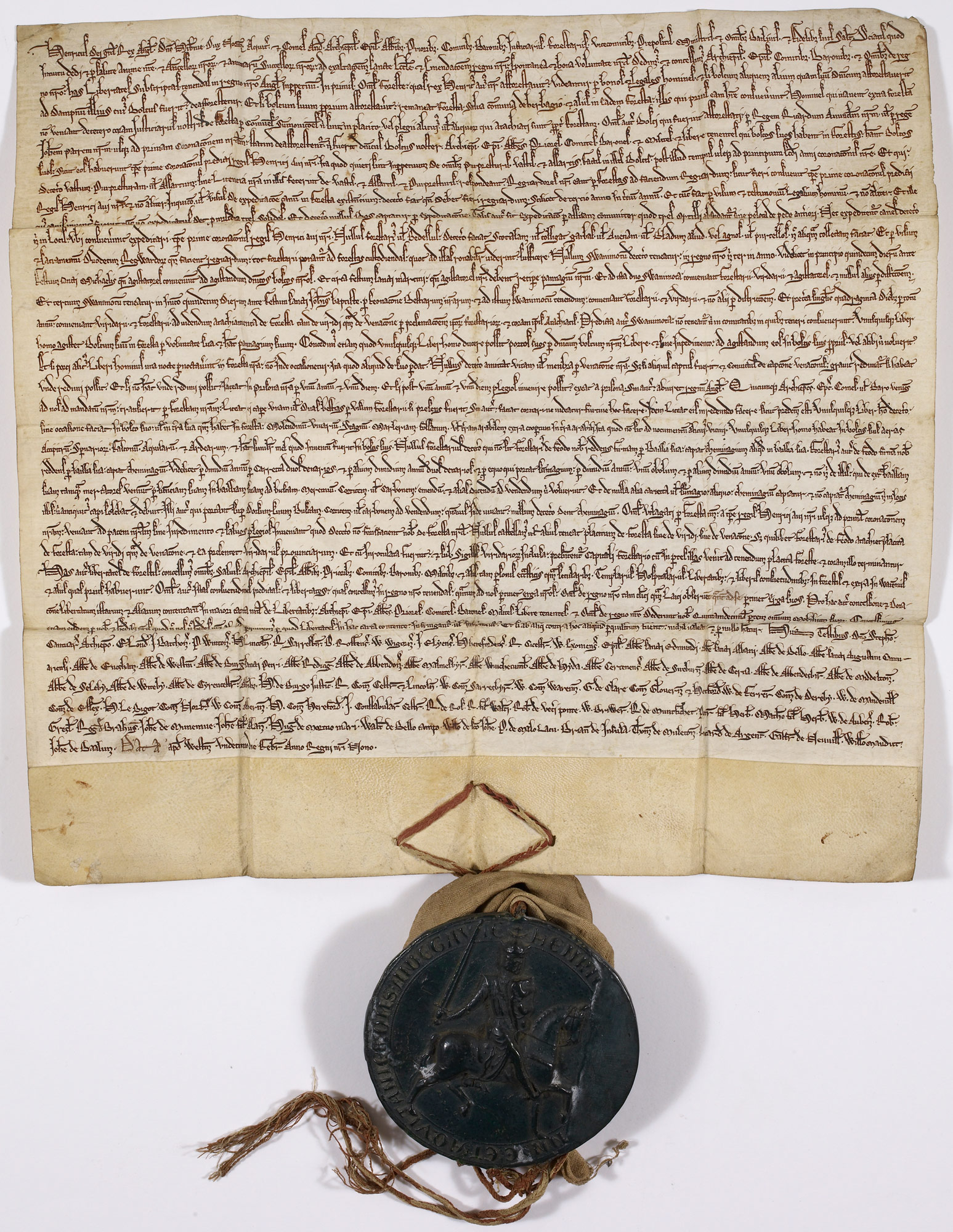
La Carta Foresta, 1217, conservada en la Biblioteca Británica.

En los bosques propiedad de los reyes de la Inglaterra medieval existía ya la figura de unos oficiales (Verderers en inglés), que tenían por cometido el salvaguardar el cumplimiento de las leyes forestales; estas leyes tienen su origen en la Carta Foresta de 1217. En este documento aparecía la palabra "regadatore" originaria del latín medieval y "ranger" fue su traducción posterior al inglés.
La historia de los guardabosques en España se inicia en el siglo XVII en tiempos de Carlos II, cuando surgió la preocupación por las talas abusivas en los bosques, pero no fue hasta 1877 cuando se crearon los primeros guardabosques, llamados Capataces de cultivo, figura que iría evolucionando hasta conformarse a principios del siglo XX la actual Guardería Forestal.

## En la mitología, la leyenda y la ficción

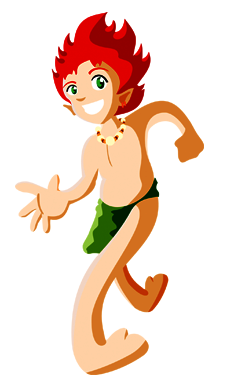
El «Curupira» brasileño.

Entre los griegos, el dios más relacionado con los asuntos de los bosques era Pan, cuyo equivalente en la mitología romana sería Fauno. También en esta última se adoraba al dios Silvano como protector de los bosques.
En la mitología ibérica se encuentran las figuras de Basandere y Basajaun (Vasconia) y Busgosu (Asturias), a las que se considera los primeros habitantes y Señores de los Bosques.
En el folclore brasileño existe la figura de Curupira, un joven de cabello rojizo y pies invertidos dedicado a deambular por los bosques evitando su maltrato. En Alemania existe una leyenda llamada El hijo del guardabosques, que narra una historia ocurrida en la Selva Negra.
En la serie estadounidense de dibujos animados de 1961 El show del Oso Yogui aparece el personaje John Francis Smith, guardabosques del Parque de Jellystone, donde suceden las aventuras de este oso.
Otro ejemplo de dibujos animados, en la serie británica Percy the Park Keeper (Percy el Guardabosques) de 1996 basada en los populares libros del autor británico Nick Butterworthcon protagonizada por Percy y muchos animales salvajes, como el tejón, el búho, el zorro, los ratones, el topo, el petirrojo, etc. 
Desde la primera entrega de la saga de Harry Potter en 1997, aparece un personaje semigigante llamado profesor Rubeus Hagrid, que encarna al guardabosques del Colegio Hogwarts de Magia y Hechicería.
Desde 2005 existe un juego de rol llamado Guild Wars en el que uno de sus personajes es el guardabosques. En la película de animación japonesa Ōkami Kodomo no Ame to Yuki (Los niños lobo Ame y Yuki), estrenada en 2012, aparece un guardabosques que explica las labores que realizan.

## La música relacionada con los guardabosques
- El compositor alemán Carl Maria von Weber estrenó en 1821 la ópera Der Freischütz, en la que aparece la figura del jefe de los guardabosques del príncipe de Bohemia.
- El cantautor argentino Horacio Guarany dedicó una canción a su padre, Pobre Tata, en la que se narra el trabajo duro y en soledad en el bosque.
- El grupo de rock Pony Bravo tiene una canción llamada El Guarda Forestal.
- El dúo Guardabarranco canta la canción Guardabosques con letra y música de Salvador Cardenal Barquero.

## Literatura de y por guardabosques
- En la obra El amante de Lady Chatterley, novela de D. H. Lawrence escrita en 1928, aparece un personaje que es guarda de coto.
- En la obra In the Rukh de Rudyard Kipling aparece un guardabosques inglés que descubre a un hombre joven llamado Mowgli.
- Un guardabosques estadounidense llamado Edward Abbey dejó escritas numerosas obras relacionadas con la profesión de guardabosques.
- En 1958 se publicó la obra de Jack Kerouac Los vagabundos del Dharma, en la que una pareja de guardabosques acompañan al protagonista en su ascenso a la montaña donde debe trabajar de vigilante de incendios.[15]
- Con el título original de Born free: a lioness of two worlds la escritora Joy Adamson publicó en 1960 la historia de Elsa la Leona, en la que George Adamson, su marido, es el guardabosques que recoge a los cachorros de león. Esta obra fue posteriormente llevada a la pantalla en diferentes formatos.[16]
- Se publicó en 2008 el libro Oak, vivencias de un agente forestal por Antonio Gutiérrez Sánchez, guardabosques español que ha publicado dos volúmenes más de esta serie y otras dos novelas más.[17]
- Los tres hermanos Ruiz Díez, dos de ellos guardabosques españoles, publicaron en 2014 el libro Tres clanes, donde se relata la vida y costumbres del lobo ibérico en alta montaña.[18]
- Una mujer guardabosques protagoniza la obra El guardabosques de Yesica Prol Cid publicada en 2017.[19]

## Documentales, series y cine de guardabosques

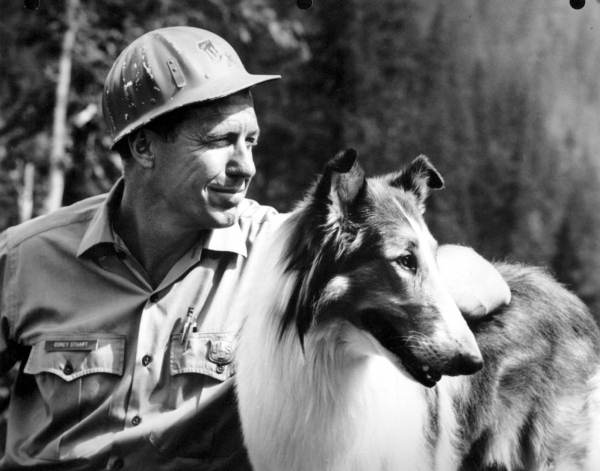
El guardabosques y la perrita Lassie

La compañía Paramount Pictures produjo en 1942 la película The Forest Rangers (Los guardabosques) . De los años 50 se puede encontrar el documental que produjo el Ministerio de Agricultura de los Estados Unidos (USDA), sobre la figura del guardabosques: The story of a Forest Ranger (La historia de un guardabosques). De la misma manera son numerosas, especialmente en la filmografía americana, las apariciones de los guardabosques en la televisión. Véanse como ejemplos la serie de la perrita Lassie, en 1954, uno de cuyos dueños era un guardabosques llamado Corey Stuart. En Canadá, en 1963, se emitió la serie The Forest Rangers, que tuvo 104 episodios de 30 minutos.
La cadena italiana RAI emitió en 2011 la serie A un paso del cielo, donde el protagonista, Terence Hill, interpreta a un comandante del Cuerpo forestal del estado italiano. 
En el programa Otros documentales en la serie Los primeros hombres, emitido por el canal español La 2 en 2018, en el capítulo de Australia, aparece una mujer aborigen guardabosques que trabaja en el parque nacional Mungo.

## Asociaciones de guardabosques
Repartidas por toda la geografía mundial, las asociaciones de guardabosques se agrupan en la Federación Internacional de Rangers, fundada en 1992 en el Reino Unido. En España se agrupan en la Asociación Española de Agentes Forestales y Medioambientales, constituida en 1999.

## Animales guardabosques

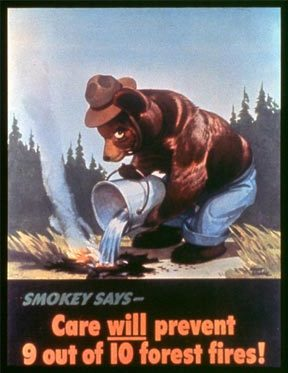
Primer póster del oso Smokey. Ilustración de Albert Staehle.

A lo largo de su historia los Servicios Forestales han usado mascotas vestidas de guardabosques para difundir sus campañas educativas, en especial las de prevención de los incendios forestales, una de las labores más importantes de los guardabosques. El Servicio Forestal estadounidense creó en 1944 al oso Smokey. El Servicio Forestal español (ICONA) creó al Conejo Fidel en los años cincuenta. En 1976 el Servicio Forestal chileno (CONAF) creó a Forestín, un roedor parecido al castor y la nutria llamado coipo o coipú. En la isla de El Hierro en las Islas Canarias, un cuervo llamado Salvador y vestido de agente forestal hace las campañas de concienciación en la prevención de incendios desde el año 2017.
Siete especies de pájaros del género Lipaugus llevan el nombre de guardabosques con distintos apellidos. Tienen en común sus uniformes poco vistosos, el deambular solitario por los bosques tropicales de la América central y del sur, y sus frecuentes vocalizaciones de gran potencia.

## Acceso a la profesión de guardabosques
La mayoría de las administraciones que emplean guardabosques en sus espacios naturales exigen la formación obligatoria, normalmente hasta los 16 años, y otra adicional en cursos de especialización. Normalmente habrá que superar pruebas escritas de conocimientos teóricos y prácticos, pruebas físicas, y puede haber requisitos adicionales como estar en posesión de licencia de conducir, manejo de armas y no padecer determinadas enfermedades. En la actualidad, dada la gran diversidad de conocimientos que exigen las obligaciones de los guardabosques, es muy frecuente acceder a la profesión desde distintos títulos universitarios y otras capacitaciones superiores.

## Proverbios y dichos
- En el oficio de guardería, cuando hay hambre, es mediodía. 
  - Fuente:anónimo.

## Galería

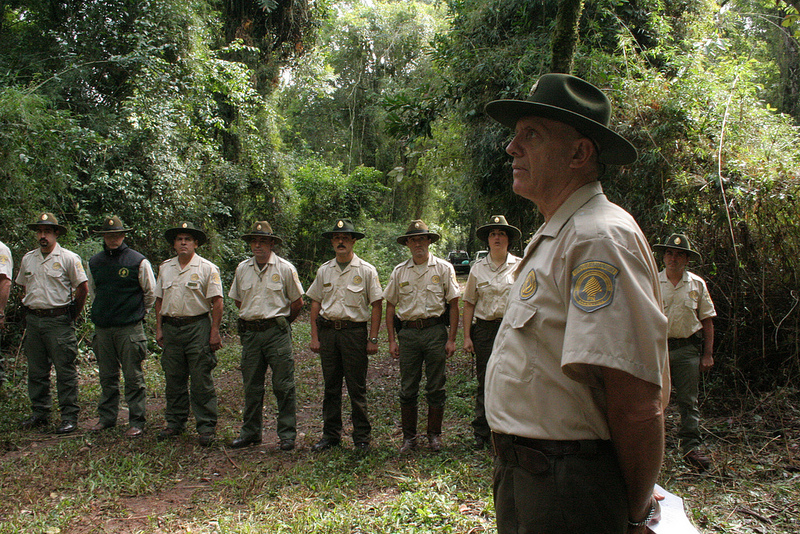
Guardabosques y su equipo en el parque nacional de Iguazú (Argentina)
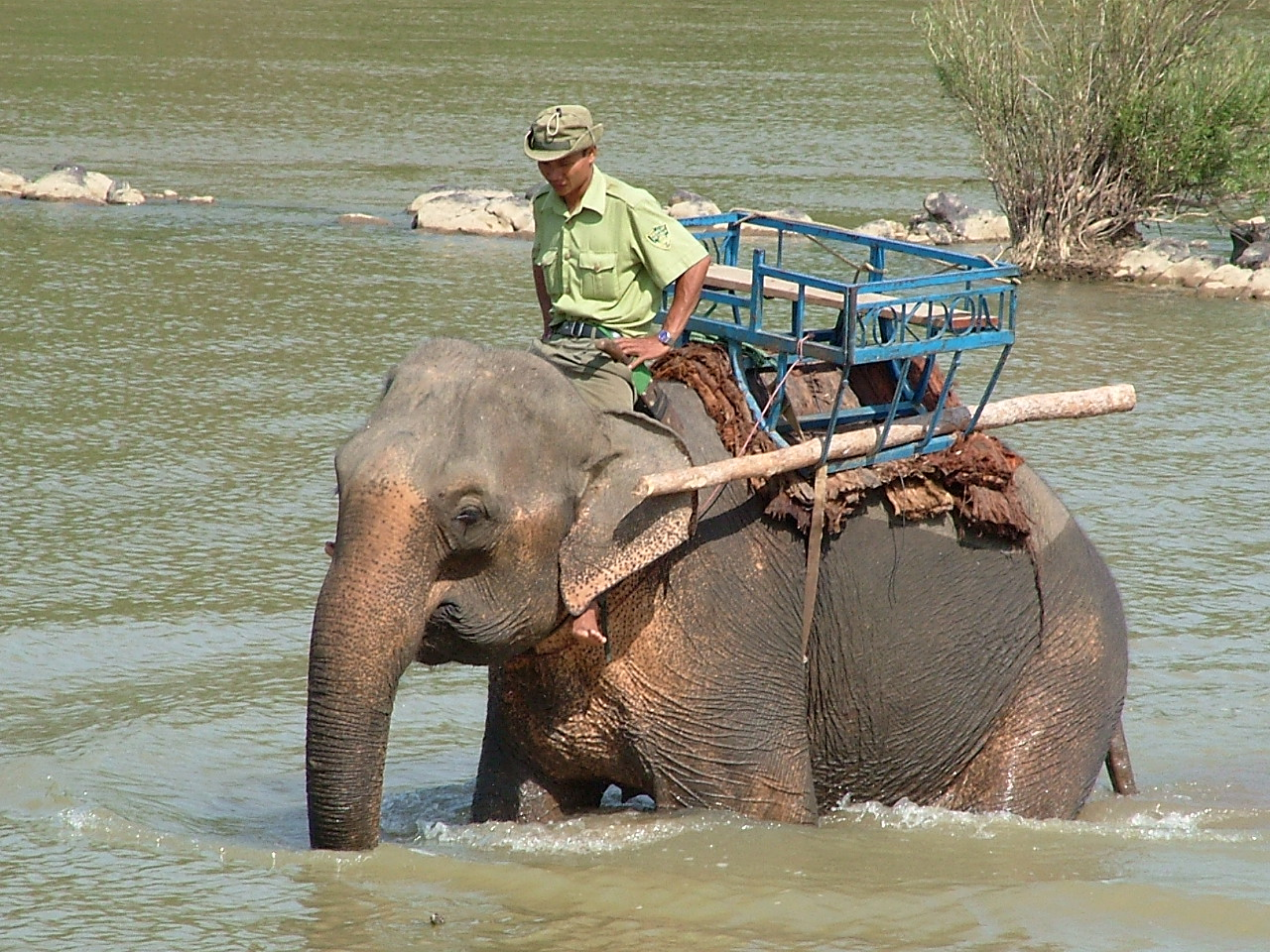
Un guardabosques vietnamita.
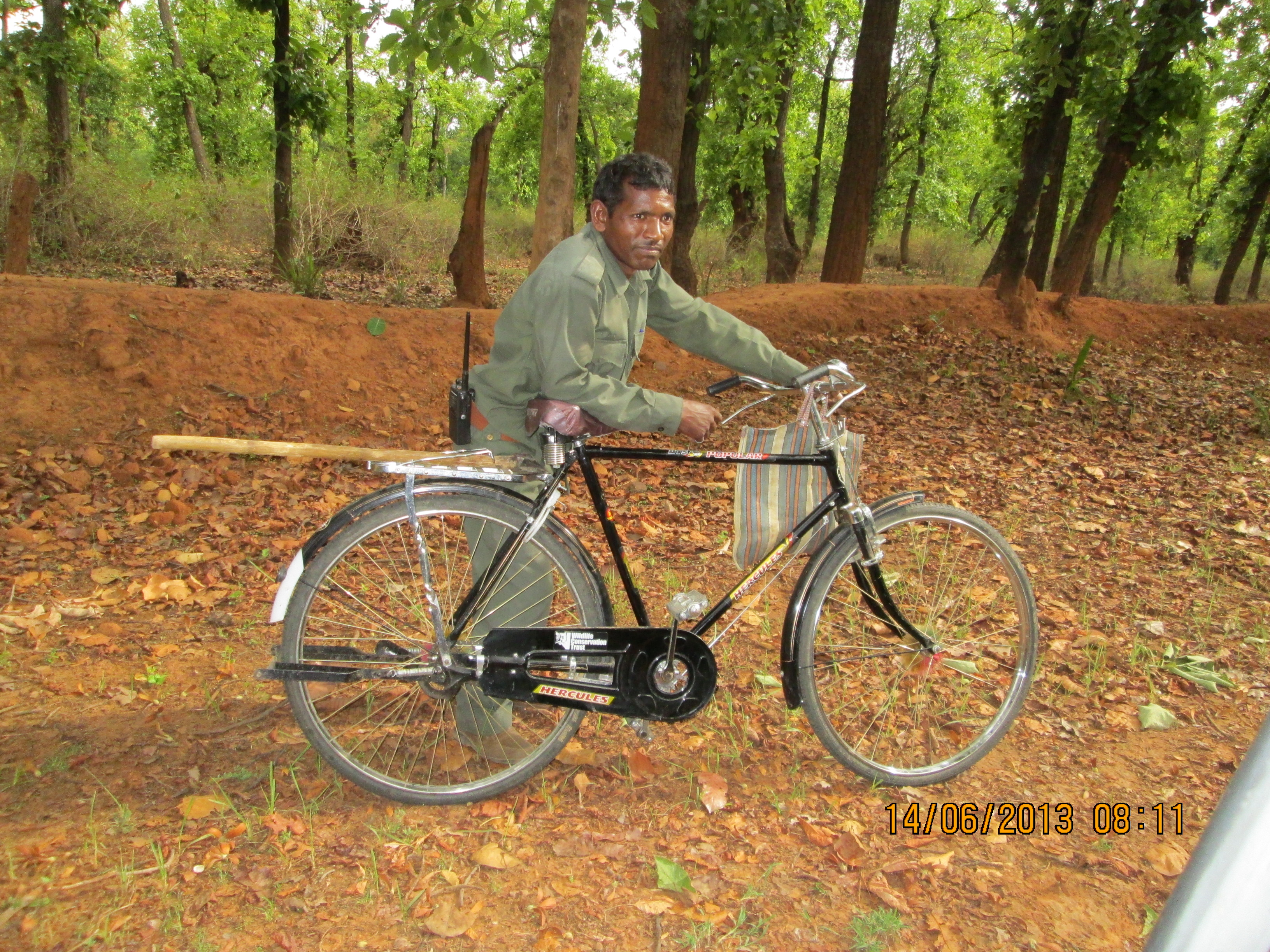
Un guardabosques indio patrullando con su bicicleta en el bosque de Bandhavgarh al norte del país.
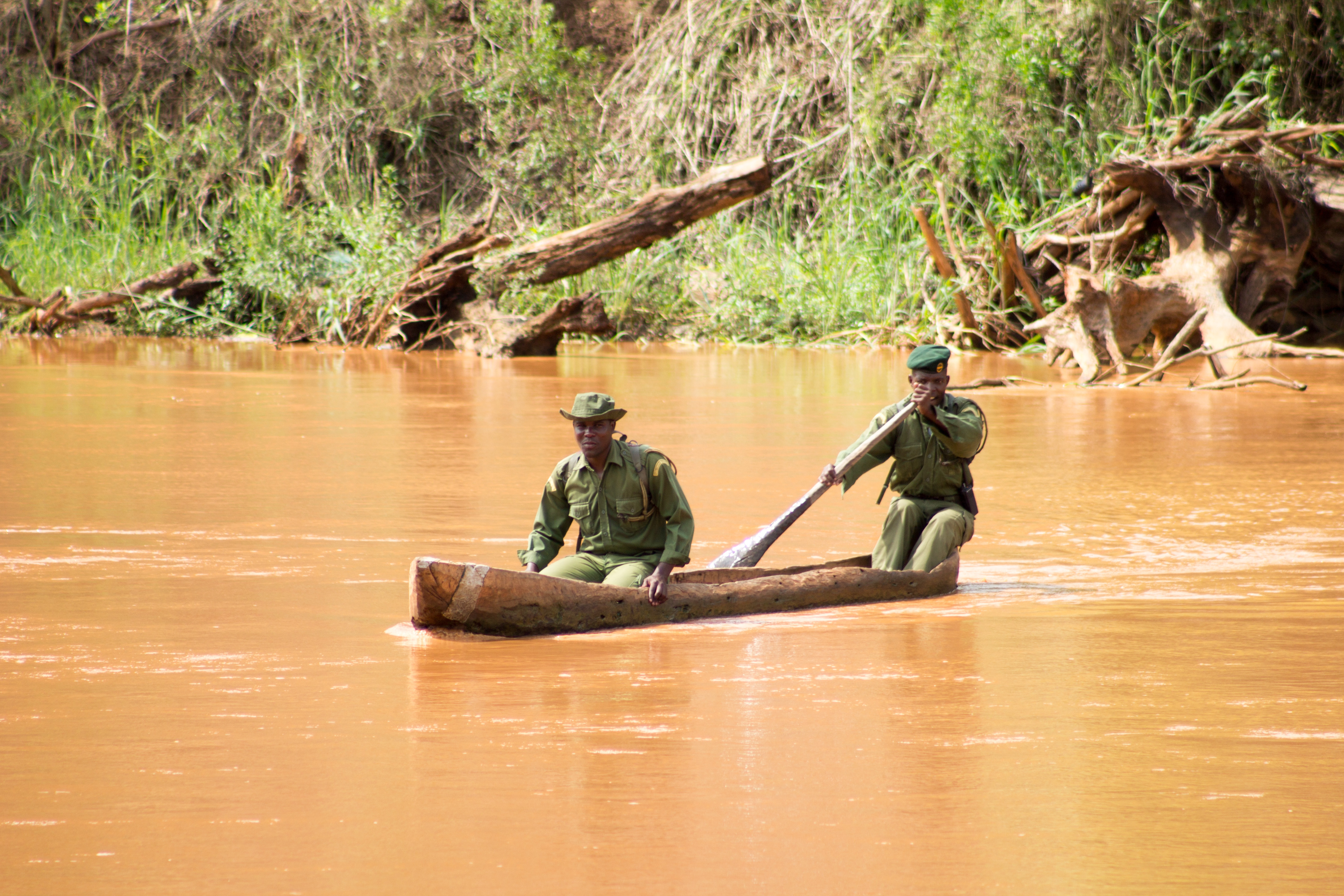
Guardabosques en Kenia
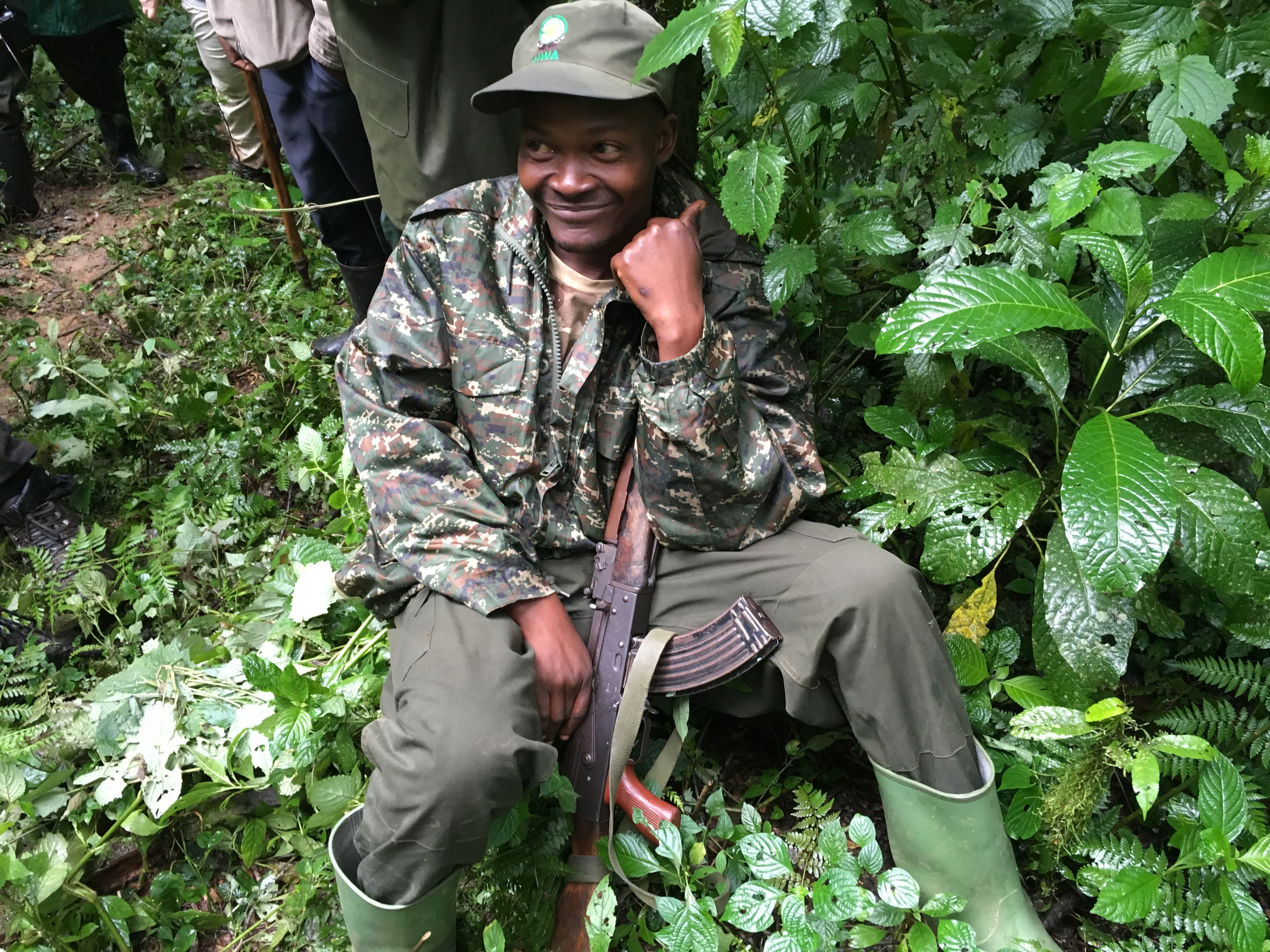
Guarda en el parque nacional Bwindi en Uganda
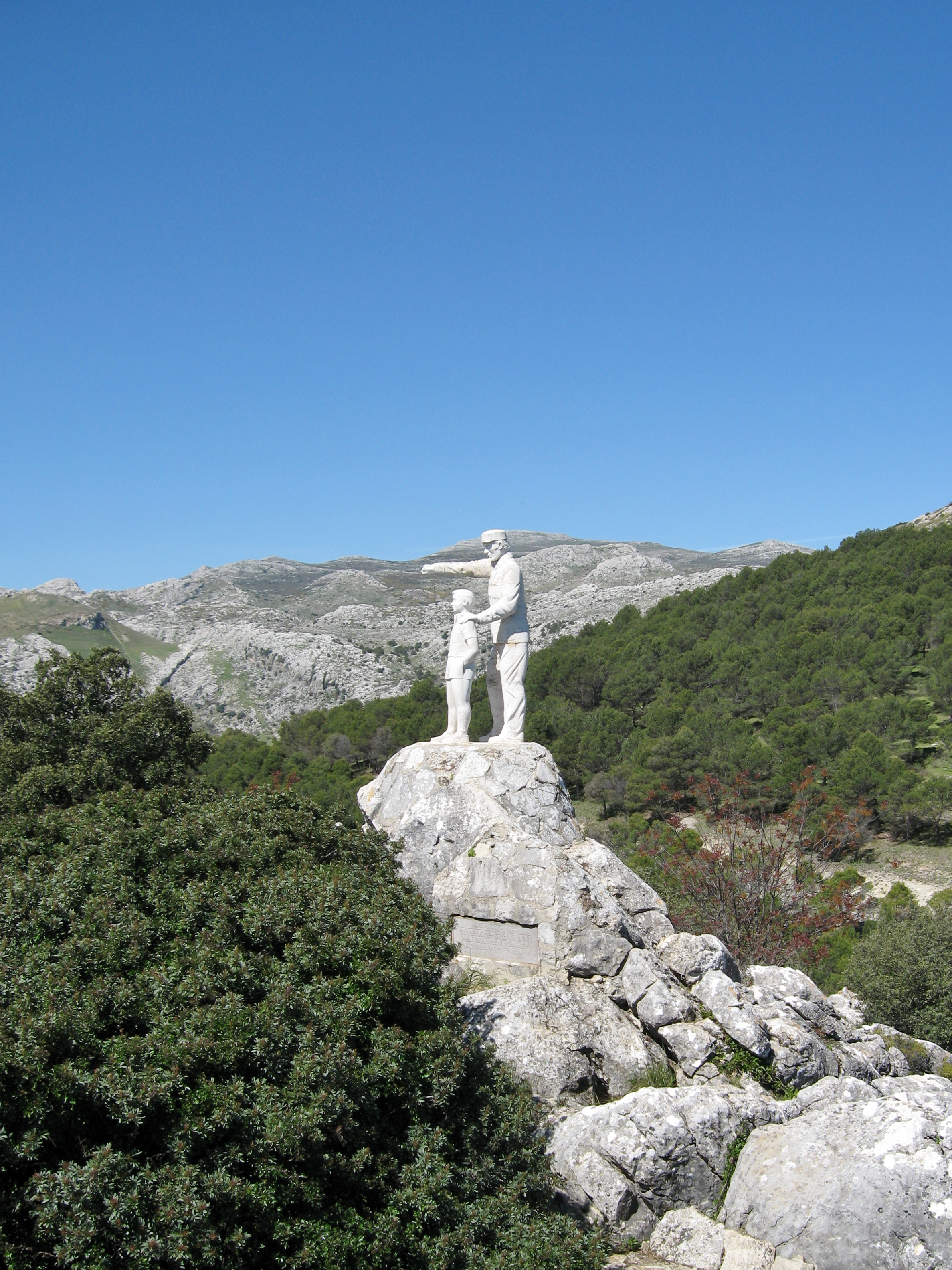
Monumento al guardabosques en Málaga, España.